# Jaskinia Chauveta
Jaskinia Chauveta – francuska jaskinia położona w dolinie rzeki Ardèche, zawierająca malowidła naskalne z okresu górnego paleolitu. Od 1995 roku posiada status monument historique, w kategorii classé (zabytek o znaczeniu krajowym).
Jaskinia stanowi ciąg galerii i korytarzy o długości ponad pół kilometra. Ponieważ nie była odwiedzana przez ludzi od czasów górnego plejstocenu, w gliniastym podłożu zachowały się odciski stóp ludzkich oraz niedźwiedzi jaskiniowych, a także ślady ognisk. Brak śladów pożywienia i obróbki narzędzi wskazuje, że jaskinia nie pełniła funkcji mieszkalnych, służąc jedynie jako sanktuarium.
Ludzie przebywali w jaskini Chauveta w okresie ok. 32-30 tys. lat temu i ponownie ok. 28/27-26 tys. lat temu. Na ścianach jaskini znajdują się wykonane czarną i czerwoną farbą wizerunki zwierząt, a także odciski dłoni ludzkich i znaki punktowe. Malowidła odznaczają się wysokim poziomem artystycznym i realizmem. Wśród ponad 300 przedstawień zwierząt uwieczniono m.in. mamuty, niedźwiedzie jaskiniowe, lwy jaskiniowe i nosorożce włochate. Wśród malowideł znajduje się także antropomorficzny wizerunek żubra przypominający stylistycznie „czarownika” z Trois Frères, a także najstarsze znane na świecie przedstawienie sowy.
Została odkryta w 1994 roku przez francuskich speleologów, których pracą kierował Jean-Marie Chauvet. Francuskie władze zaraz po odkryciu jaskini zadecydowały o zamknięciu jej dla zwiedzających, by chronić malowidła przed zniszczeniem.
W 2010 roku wnętrza jaskini uwiecznił na taśmie filmowej niemiecki reżyser Werner Herzog w swoim filmie dokumentalnym Jaskinia zapomnianych snów.
Obok jaskini powstał budynek, w którym stworzono kopię jaskini. Prace budowlane i wykończeniowe trwały 3 lata i kosztowały ok. 45 mln euro. Replika jaskini została otwarta 25 kwietnia 2015 roku.
W 2014 roku jaskinię wpisano na listę światowego dziedzictwa UNESCO.

## Grafiki

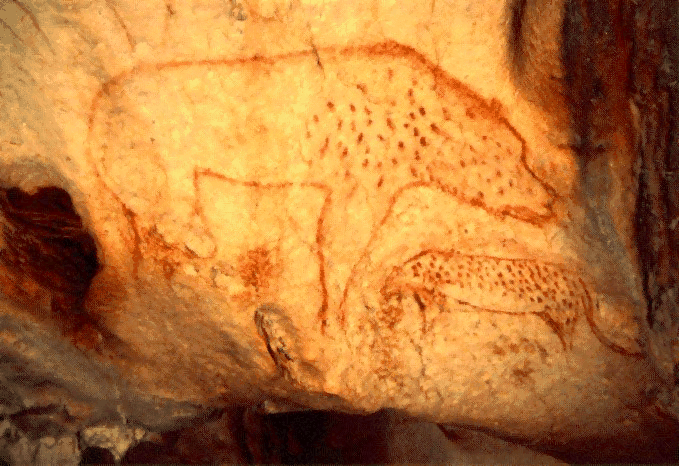
Malowidło przedstawiające hienę
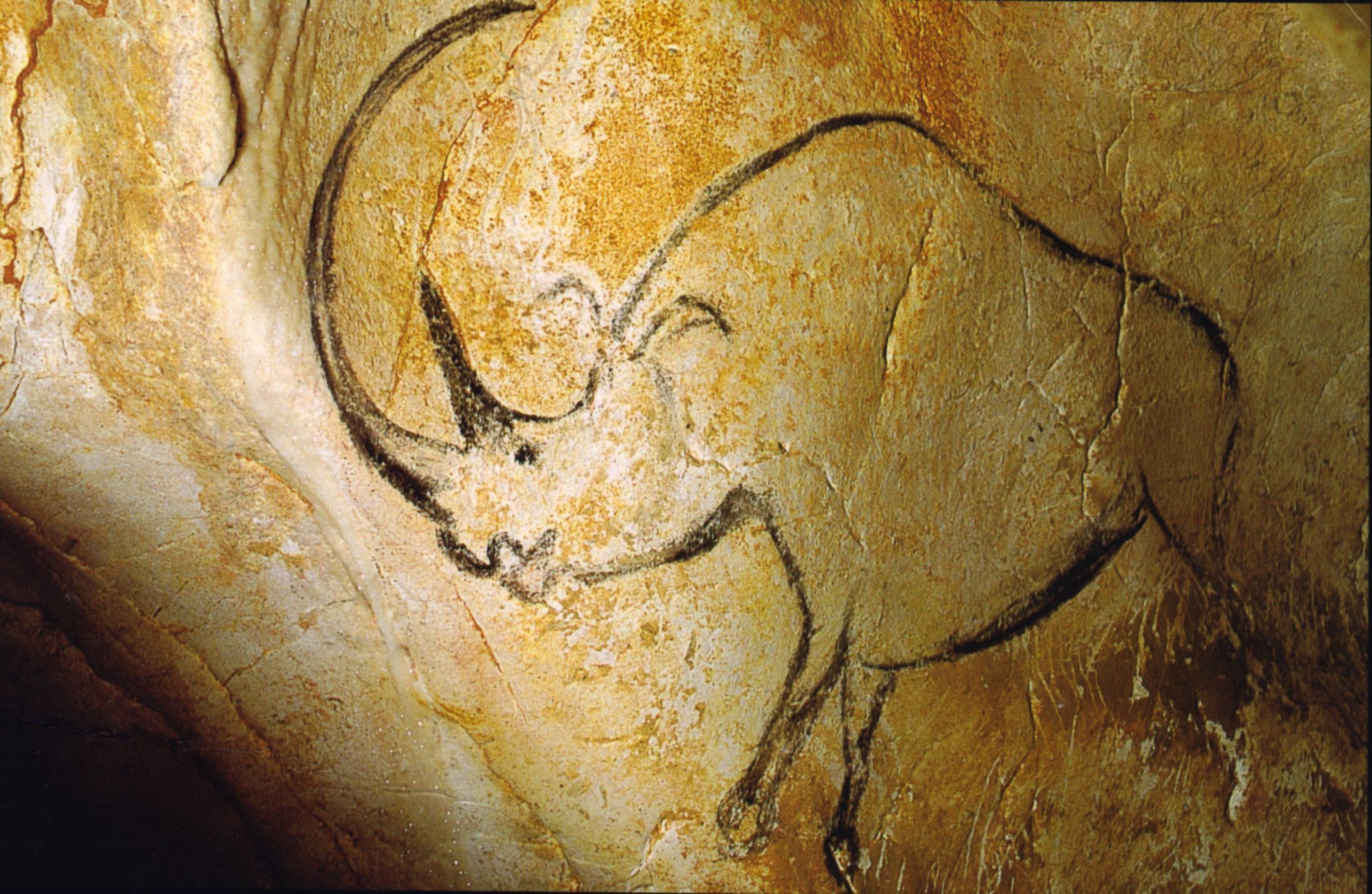
Malowidło przedstawiające nosorożca
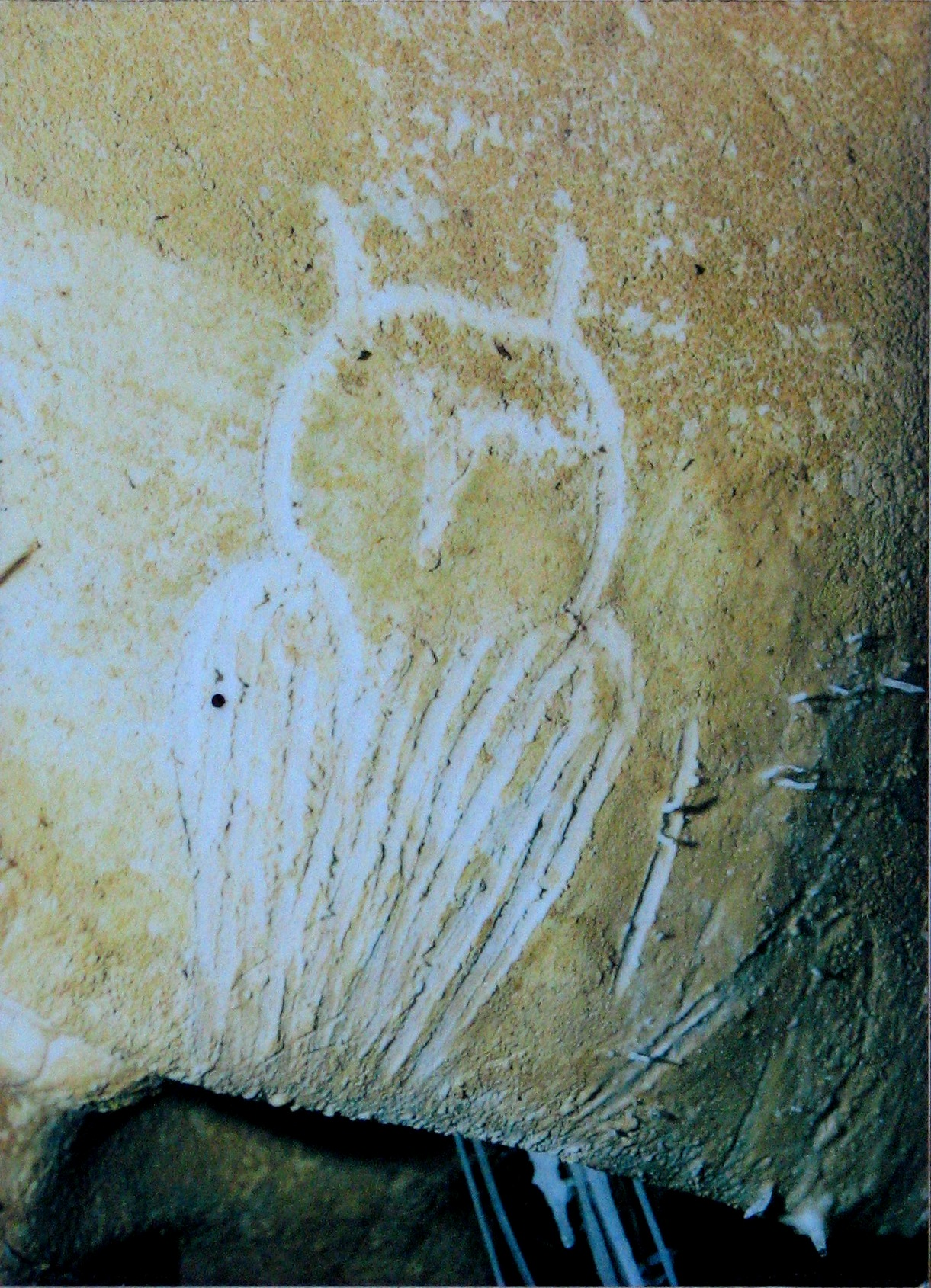
Ryt przedstawiający sowę
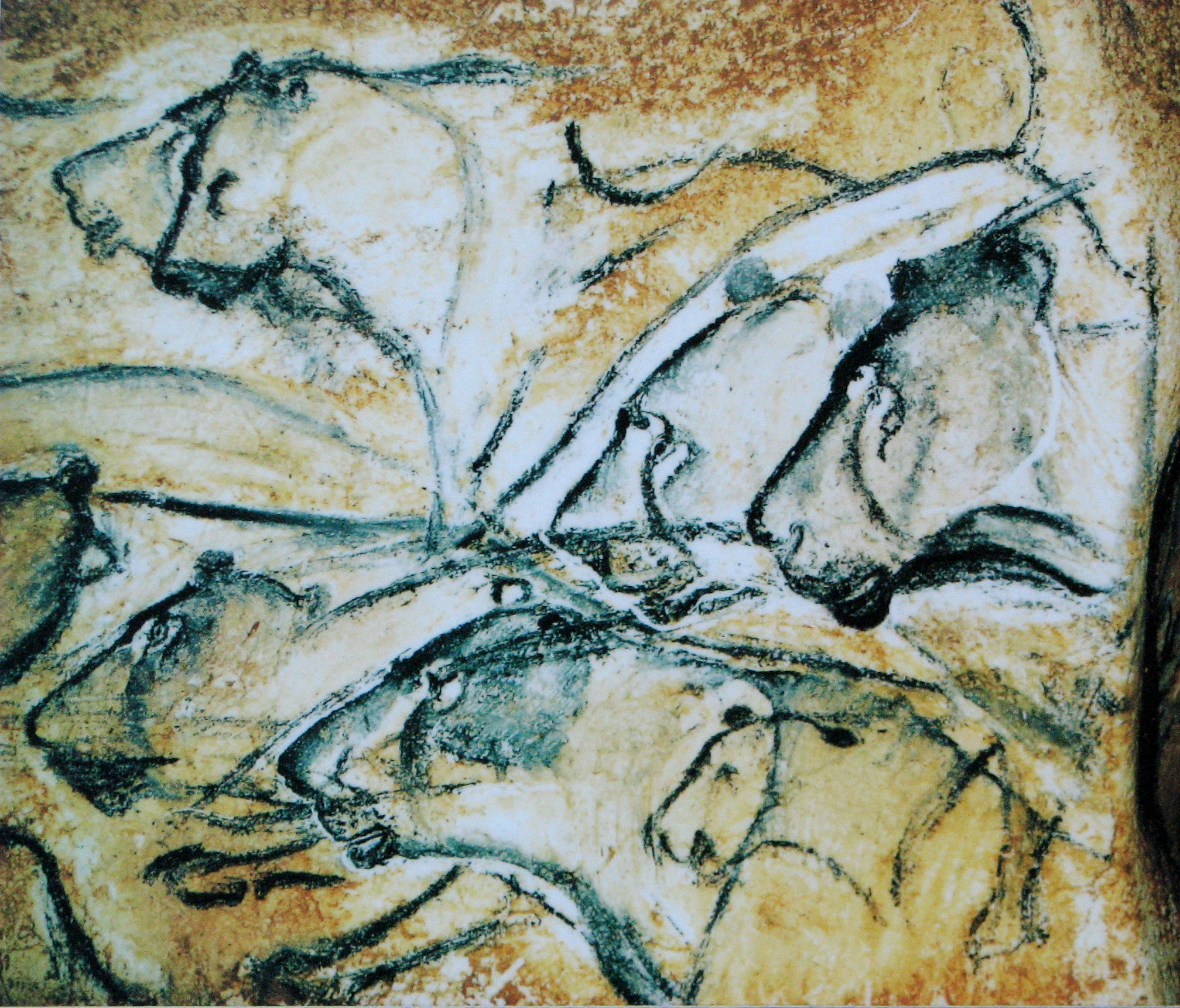
Malowidła przedstawiające lwy